# Ptilona xizangensis
Ptilona xizangensis är en tvåvingeart som beskrevs av Wang 1996. Ptilona xizangensis ingår i släktet Ptilona och familjen borrflugor. Inga underarter finns listade i Catalogue of Life.